# Oncousoecia occulta
Oncousoecia occulta is een mosdiertjessoort uit de familie van de Oncousoeciidae. De wetenschappelijke naam van de soort is, als Microecia occulta, voor het eerst geldig gepubliceerd in 1976 door Harmelin.